# 中央大学新聞
中央大学新聞（ちゅうおうだいがくしんぶん）は、中央大学の公認サークルである「中央大学新聞学会」が発行する学生新聞である。

## 概要
学内の諸問題を始め、学生・教職員・部会・イベント・講演会に関する情報など、「中央大学の今」を知るための記事を掲載している。特に、学内記事のほか、学外の著名人、学員の活躍、就職活動情報などといった、多彩な紙面が特徴。「体育連盟」所属の部会活動については、「中大スポーツ新聞部」の発行する「中大スポーツ」を参照のこと。

## 沿革
1928年（昭和3年）に「中大時報」として創刊。以後、中央大学内で最大規模を誇るメディア系部会である。大学公認としては唯一の学生新聞発行団体であり、学内外の様々な情報を、学生自身の手によって報道している。

## 会是
会是は、「客観　独立　公正」。

## 発行部数
新聞の発行は、長期休暇期間を除いた4 - 7月及び10 - 12月に行われる。一回当たりの発行部数は約8,000部。 
発行した新聞は、主に中央大学多摩キャンパス内の各学部事務室、生協食堂、学生課、Cスクエア、サークル棟などに設置されたラックを通して配布されている（学内で入手する場合は、原則として無料）。 また、学員や学外の読者には、定期購読による発送も行われている（8回分の購読料は1500円（平成23年1月現在））。

## 所在地
〒192-0393 東京都八王子市東中野742-1 中央大学多摩キャンパス4号館4336号室

## 全日本大学新聞連盟
中央大学新聞学会内には、2012年（平成24年）1月1日に設立された「全日本大学新聞連盟」が置かれている。